# ديرك فوك فان سلوتن
ديرك فوك فان (بالهولندية: Dirk Fok van Slooten)‏ هو عالم نبات هولندي، ولد في 17 مارس 1891 آمرسفورت وتوفي في أمستردام 7 مارس 1953. درس في جامعة أوتريخت حيث حصل على شهادة الدكتوراه عام 1919م. قد تولى إدارة الحديقة النباتية بوكور في نهاية عام 1948م.